# Przywódcy państw i terytoriów zależnych w 2001
Przywódcy państw i terytoriów zależnych w 2001 – lista przywódców państw i terytoriów zależnych w roku 2001.

## Afryka
- Algieria
  - Prezydent – Abdelaziz Bouteflika, Prezydenci Algierii (1999–2019)
  - Premier – Ali Benflis, Premierzy Algierii (2000–2003)

- Angola
  - Prezydent – José Eduardo dos Santos, Prezydenci Angoli (1979–2017)

- Benin
  - Prezydent – Mathieu Kérékou, Prezydenci Beninu (1996–2006)

- Botswana
  - Prezydent – Festus Mogae, Prezydenci Botswany (1998–2008)

- Brytyjskie Terytorium Oceanu Indyjskiego (terytorium zamorskie Wielkiej Brytanii)
  - Komisarz – Tony Crombie, Komisarze Brytyjskiego Terytorium Oceanu Indyjskiego (2004–2006)
  - Administrator –
    1. Charles A. Hamilton, Administratorzy Brytyjskiego Terytorium Oceanu Indyjskiego (2002–2005)
    2. Tony John Humphries, Administratorzy Brytyjskiego Terytorium Oceanu Indyjskiego (2005–2007)

- Burkina Faso
  - Prezydent – Blaise Compaoré, Prezydenci Burkina Faso (1987–2014)
  - Premier – Paramanga Ernest Yonli, Premierzy Burkina Faso (2000–2007)

- Burundi
  - Prezydent –
    1. Pierre Buyoya, Prezydenci Burundi (1996–2003)

- Czad
  - Prezydent – Idriss Déby, Prezydenci Czadu (1990–2021)
  - Premier – Nagoum Yamassoum, Premierzy Czadu (1999–2002)

- Demokratyczna Republika Konga
  - Prezydent – Joseph Kabila, Prezydenci Demokratycznej Republiki Konga (2001–2019)

- Dżibuti
  - Prezydent – Ismail Omar Guelleh, Prezydenci Dżibuti (od 1999)
  - Premier – Dileita Mohamed Dileita, Premierzy Dżibuti (2001–2013)

- Egipt
  - Prezydent – Husni Mubarak, Prezydenci Egiptu (1981–2011)
  - Premier – Atif Ubajd, Premierzy Egiptu (1999–2004)

- Erytrea
  - Prezydent – Isajas Afewerki, Prezydenci Erytrei (od 1993)

- Etiopia
  - Prezydent – Girma Wolde-Giorgis, Prezydenci Etiopii (2001–2013)
  - Premier – Meles Zenawi, Premierzy Etiopii (1995–2012)

- Gabon
  - Prezydent – Omar Bongo, Prezydenci Gabonu (1967–2009)
  - Premier – Jean-François Ntoutoume Emane, Premierzy Gabonu (1999–2006)

- Gambia
  - Prezydent – Yahya Jammeh, Prezydenci Gambii (1994–2017)

- Ghana
  - Prezydent – John Kufuor, Prezydenci Ghany (2001–2009)

- Gwinea
  - Prezydent – Lansana Conté, Prezydenci Gwinei (1984-2008)
  - Premier – Cellou Dalein Diallo, Premierzy Gwinei (2004–2006)

- Gwinea Bissau
  - Prezydent –
    1. Henrique Rosa, P.o. prezydenta Gwinei Bissau (2003–2005)
    2. João Bernardo Vieira, Prezydenci Gwinei Bissau (2005–2009)

  - Premier –
    1. Carlos Gomes Júnior, Premierzy Gwinei Bissau (2004–2005)
    2. Aristides Gomes, Premierzy Gwinei Bissau (2005–2007)

- Gwinea Równikowa
  - Prezydent – Teodoro Obiang Nguema Mbasogo, Prezydenci Gwinei Równikowej (od 1979)
  - Premier – Miguel Abia Biteo Boricó, Premierzy Gwinei Równikowej (2004–2006)

- Kamerun
  - Prezydent – Paul Biya, Prezydenci Kamerunu (od 1982)
  - Premier – Ephraïm Inoni, Premierzy Kamerunu (2004–2009)

- Kenia
  - Prezydent – Mwai Kibaki, Prezydenci Kenii (2002–2013)

- Komory
  - Prezydent – Azali Assoumani, Prezydenci Komorów (2002–2006)

- Kongo
  - Prezydent – Denis Sassou-Nguesso, Prezydenci Konga (od 1997)

- Lesotho
  - Król – Letsie III, Królowie Lesotho (od 1996)
  - Premier – Bethuel Pakalitha Mosisili, Premierzy Lesotho (1998–2012)

- Liberia
  - Prezydent – Gyude Bryant, Przewodniczący Rządu Przejściowego Liberii (2003–2006)

- Libia
  - Przywódca Rewolucji 1 Września – Mu’ammar al-Kaddafi, Przywódcy Libii (1969–2011)
  - Głowa państwa – Az-Zanati Imhammad az-Zanati, Sekretarz Generalny Powszechnego Kongresu Ludowego Libii (1992–2008)
  - Premier – Szukri Ghanim, Sekretarze Generalnego Komitetu Ludowego Libii (2003–2006)

- Madagaskar
  - Głowa państwa – Marc Ravalomanana, Prezydenci Madagaskaru (2002–2009)
  - Premier – Jacques Sylla, Premierzy Madagaskaru (2002–2007)

- Majotta (departament zamorski Francji)
  - Prefekt –
    1. Jean-Jacques Brot, Prefekci Majotty (2002–2005)
    2. Jean-Paul Kihl, Prefekci Majotty (2005–2007)

  - Przewodniczący Rady Generalnej – Said Omar Oili, Przewodniczący Rady Generalnej Majotty (2004–2008)

- Malawi
  - Prezydent – Bingu wa Mutharika, Prezydenci Malawi (2004–2012)

- Mali
  - Głowa państwa – Amadou Toumani Touré, Prezydenci Mali (2002–2012)
  - Premier – Ousmane Issoufi Maïga, Premierzy Mali (2004–2007)

- Maroko
  - Król – Muhammad VI, Królowie Maroka (od 1999)
  - Premier – Driss Jettou, Premierzy Maroka (2002–2007)
  -  Sahara Zachodnia (państwo nieuznawane)
    - Prezydent – Muhammad Abd al-Aziz, Prezydenci Sahary Zachodniej (1976–2016)
    - Premier – Buszraja Hammudi Bajun, Premierzy Sahary Zachodniej (1999–2003)

- Mauretania
  - Prezydent –
    1. Maawija uld Sid’Ahmad Taja, Prezydenci Mauretanii (1984–2005)
    2. Ili uld Muhammad Fal, Przewodniczący Wojskowej Rady Sprawiedliwości i Demokracji (2005–2007)

  - Premier –
    1. Sghair Ould M’Bareck, Premierzy Mauretanii (2003–2005)
    2. Sidi Muhammad uld Bubakar, Premierzy Mauretanii (2005–2007)

- Mauritius
  - Prezydent – Anerood Jugnauth, Prezydenci Mauritiusa (2003–2012)
  - Premier –
    1. Paul Bérenger, Premierzy Mauritiusa (2003–2005)
    2. Navin Ramgoolam, Premierzy Mauritiusa (2005–2014)

- Mozambik
  - Prezydent –
    1. Joaquim Chissano, Prezydenci Mozambiku (1986–2005)
    2. Armando Guebuza, Prezydenci Mozambiku (2005–2015)

  - Premier – Luisa Diogo, Premierzy Mozambiku (2004–2010)

- Namibia
  - Prezydent –
    1. Sam Nujoma, Prezydenci Namibii (1990–2005)
    2. Hifikepunye Pohamba, Prezydenci Namibii (2005–2015)

  - Premier –
    1. Theo-Ben Gurirab, Premierzy Namibii (2002–2005)
    2. Nahas Angula, Premierzy Namibii (2005–2012)

- Niger
  - Prezydent – Mamadou Tandja, Prezydenci Nigru (1999–2010)
  - Premier – Hama Amadou, Premierzy Nigru (2000–2007)

- Nigeria
  - Prezydent – Olusẹgun Ọbasanjọ, Prezydenci Nigerii (1999–2007)

- Południowa Afryka
  - Prezydent – Thabo Mbeki, Prezydenci Południowej Afryki (1999–2008)

- Republika Środkowoafrykańska
  - Prezydent – François Bozizé, Prezydenci Republiki Środkowoafrykańskiej (2003–2013)
  - Premier –
    1. Célestin Gaombalet, Premierzy Republiki Środkowoafrykańskiej (2003–2005)
    2. Élie Doté, Premierzy Republiki Środkowoafrykańskiej (2005–2008)

- Republika Zielonego Przylądka
  - Prezydent – Pedro Pires, Prezydenci Republiki Zielonego Przylądka (2001–2011)
  - Premier – José Maria Neves, Premierzy Republiki Zielonego Przylądka (od 2001)

- Reunion (departament zamorski Francji)
  - Prefekt –
    1. Dominique Vian, Prefekci Reunionu (2004–2005)
    2. Franck-Olivier Lachaud, P.o. prefekta Reunionu (2005)
    3. Laurent Cayrel, Prefekci Reunionu (2005–2006)

  - Przewodniczący Rady Generalnej – Nassimah Dindar, Przewodniczący Rady Generalnej Reunionu (2004–2015)
  - Przewodniczący Rady Regionalnej – Paul Vergès, Przewodniczący Rady Regionalnej Reunionu (1998–2010)

- Rwanda
  - Prezydent – Paul Kagame, Prezydenci Rwandy (od 2000)
  - Premier – Bernard Makuza, Premierzy Rwandy (2000–2011)

- Senegal
  - Prezydent – Abdoulaye Wade, Prezydenci Senegalu (2000–2012)
  - Premier – Macky Sall, Premierzy Senegalu (2004–2007)

- Seszele
  - Prezydent – James Michel, Prezydenci Seszeli (2004–2016)

- Sierra Leone
  - Prezydent – Ahmad Tejan Kabbah, Prezydenci Sierra Leone (1998–2007)

- Somalia
  - Prezydent – Abdullahi Jusuf, Prezydenci Somalii (2004–2008)
  - Premier – Ali Mohammed Ghedi, Premierzy Somalii (2004–2007)
  -  Somaliland (państwo nieuznawane)
    - Prezydent – Daahir Rayaale Kaahin, Prezydenci Somalilandu (2002–2010)

  -  Puntland (autonomiczna część Somalii)
    - Prezydent –

    1. Mohamed Hashi, Prezydenci Puntlandu (2004–2005)
    2. Mohamud Muse Hersi, Prezydenci Puntlandu (2005–2009)

- Suazi
  - Król – Mswati III, Królowie Suazi (od 1986)
  - Premier – Absalom Themba Dlamini, Premierzy Suazi (2003–2008)

- Sudan
  - Prezydent – Umar al-Baszir, Prezydenci Sudanu (od 1989)

- Tanzania
  - President –
    1. Benjamin Mkapa, Prezydenci Tanzanii (1995–2005)
    2. Jakaya Kikwete, Prezydenci Tanzanii (2005–2015)

  - Premier –
    1. Frederick Sumaye, Premierzy Tanzanii (1995–2005)
    2. Edward Lowassa, Premierzy Tanzanii (2005–2008)

- Togo
  - Prezydent –
    1. Gnassingbé Eyadéma, Prezydenci Togo (1967–2005)
    2. Faure Gnassingbé, P.o. prezydenta Togo (2005)
    3. Bonfoh Abbass, P.o. prezydenta Togo (2005)
    4. Faure Gnassingbé, Prezydenci Togo (od 2005)

  - Premier –
    1. Koffi Sama, Premierzy Togo (2002–2005)
    2. Édouard Kodjo, Premierzy Togo (2005–2006)

- Tunezja
  - Prezydent – Zajn al-Abidin ibn Ali, prezydenci Tunezji (1987–2011)
  - Premier – Muhammad al-Ghannuszi, Premierzy Tunezji (1999–2011)

- Uganda
  - Prezydent – Yoweri Museveni, Prezydenci Ugandy (od 1986)
  - Premier – Apolo Nsibambi, Premierzy Ugandy (1999–2011)

- Wybrzeże Kości Słoniowej
  - Prezydent – Laurent Gbagbo, Prezydenci Wybrzeża Kości Słoniowej (2000–2011)
  - Premier –
    1. Seydou Elimane Diarra, Premierzy Wybrzeża Kości Słoniowej (2003–2005)
    2. Charles Konan Banny, Premierzy Wybrzeża Kości Słoniowej (2005–2007)

- Wyspa Świętej Heleny, Wyspa Wniebowstąpienia i Tristan da Cunha (terytorium zamorskie Wielkiej Brytanii)
  - Gubernator – Michael Clancy, Gubernatorzy Wyspy Świętej Heleny, Wyspy Wniebowstąpienia i Tristan da Cunha (2004–2007)

- Wyspy Świętego Tomasza i Książęca
  - Prezydent – Fradique de Menezes, Prezydenci Wysp Świętego Tomasza i Książęcej (2003–2011)
  - Premier –
    1. Damião Vaz d’Almeida, Premierzy Wysp Świętego Tomasza i Książęcej (2004–2005)
    2. Maria do Carmo Silveira, Premierzy Wysp Świętego Tomasza i Książęcej (2005–2006)

- Zambia
  - Prezydent – Levy Mwanawasa, Prezydenci Zambii (2002–2008)

- Zimbabwe
  - Prezydent – Robert Mugabe, Prezydenci Zimbabwe (1987–2017)

## Azja
- Afganistan do 14 listopada
  - Emir – Mohammad Omar, Emirowie Afganistanu (1996–2001)
  - Premier – 
    1. Mohammad Rabbani, Premierzy Afganistanu (1996–2001)
    2. Abdul Kabir, P.o. premiera Afganistanu (2001)

- Afganistan
  - Prezydent – 
    1. Burhanuddin Rabbani, Prezydenci Afganistanu (1992–2001)
    2. Hamid Karzaj, Prezydenci Afganistanu (2001–2014)

  - Premier – Ravan A.G. Farhâdi, Premierzy Afganistanu (1997–2001)

- Akrotiri (brytyjska suwerenna baza wojskowa w południowej części Cypru)
  - Administrator – Peter Thomas Clayton Pearson, Administratorzy Akrotiri i Dhekelii (2003–2006)

- Arabia Saudyjska
  - Król –
    1. Fahd ibn Abd al-Aziz as-Saud, Królowie Arabii Saudyjskiej (1982–2005)
    2. Abd Allah ibn Abd al-Aziz as-Saud, Królowie Arabii Saudyjskiej (2005–2015)

  - Regent – Abd Allah ibn Abd al-Aziz as-Saud (1996–2005)

- Armenia
  - Prezydent – Robert Koczarian, Prezydenci Armenii (1998–2008)
  - Premier – Andranik Markarian, Premierzy Armenii (2000–2007)

- Azerbejdżan
  - Prezydent – İlham Əliyev, Prezydenci Azerbejdżanu (od 2003)
  - Premier – Artur Rasizadə, Premierzy Azerbejdżanu (2003–2018)
  -  Górski Karabach (państwo nieuznawane)
    - Prezydent – Arkadi Ghukasjan, Prezydenci Górskiego Karabachu (1997–2007)
    - Premier – Anuszawan Danielian, Premierzy Górskiego Karabachu (1999–2007)

- Bahrajn
  - Król – Hamad ibn Isa Al Chalifa, Władcy Bahrajnu (od 1999)
  - Premier – Chalifa ibn Salman Al Chalifa, Premier Bahrajnu (1971–2020)

- Bangladesz
  - Prezydent – 
    1. Shahabuddin Ahmed, Prezydenci Bangladeszu (1996–2001)
    2. A.Q.M. Badruddoza Chowdhury, Prezydenci Bangladeszu (2001–2002)

  - Premier – 
    1. Sheikh Hasina, Premierzy Bangladeszu (1996–2001)
    2. Latifur Rahman, P.o. premiera Bangladeszu (2001)
    3. Chaleda Zia, Premierzy Bangladeszu (2001–2006)

- Bhutan
  - Król – Jigme Singye Wangchuck, Władcy Bhutanu (1972–2006)
  - Premier –
    1. Yeshey Zimba, Premierzy Bhutanu (2000–2001)
    2. Khandu Wangchuk, Premierzy Bhutanu (2001–2002)

- Brunei
  - Sułtan – Hassanal Bolkiah, Sułtani Brunei (od 1967)

- Chiny
  - Sekretarz generalny KPCh – Hu Jintao, Sekretarze Generalni Komunistycznej Partii Chin (2002–2012)
  - Przewodniczący ChRL – Hu Jintao, Przewodniczący Chińskiej Republiki Ludowej (2003–2013)
  - Premier – Wen Jiabao, Premierzy Chińskiej Republiki Ludowej (2003–2013)
  - Przewodniczący CKW KC KPCh – Hu Jintao, Przew. Centralnej Komisji Wojskowej Komitetu Centralnego KPCh (2004–2012)

- Cypr
  - Prezydent – Tasos Papadopulos, Prezydenci Cypru (2003–2008)
  -  Cypr Północny (państwo nieuznawane)
    - Prezydent –
      1. Rauf Denktaş, Prezydenci Cypru Północnego (1983–2005)
      2. Mehmet Ali Talat, Prezydenci Cypru Północnego (2005–2010)

    - Premier –
      1. Mehmet Ali Talat, Premierzy Cypru Północnego (2004–2005)
      2. Ferdi Sabit Soyer, Premierzy Cypru Północnego (2005–2009)

- Dhekelia (brytyjska suwerenna baza wojskowa w południowo-wschodniej części Cypru)
  - Administrator – Peter Thomas Clayton Pearson, Administratorzy Akrotiri i Dhekelii (2003–2006)

- Filipiny
  - Prezydent – Gloria Macapagal-Arroyo, Prezydenci Filipin (2001–2010)

- Gruzja
  - Prezydent – Micheil Saakaszwili, Prezydenci Gruzji (2004–2007)
  - Premier –
    1. Zurab Żwania, Premierzy Gruzji (2003–2005)
    2. Giorgi Baramidze, Premierzy Gruzji (2005)
    3. Zurab Nogaideli, Premierzy Gruzji (2005–2007)

  -  Abchazja (państwo nieuznawane)
    - Prezydent –
      1. Władisław Ardzinba, Prezydenci Abchazji (1994–2005)
      2. Siergiej Bagapsz, Prezydenci Abchazji (2005–2011)

    - Premier –
      1. Nodar Chaszba, Premierzy Abchazji (2004–2005)
      2. Aleksandr Ankwab, Premierzy Abchazji (2005–2010)

  -  Osetia Południowa (państwo nieuznawane)
    - Prezydent – Eduard Kokojty, Prezydenci Osetii Południowej (2001–2011)
    - Premier –
      1. Igor Sanakojew, Premierzy Osetii Południowej (2003–2005)
      2. Zurab Kokojew, Premierzy Osetii Południowej (2005)
      3. Jurij Morozow, Premierzy Osetii Południowej (2005–2008)

- Indie
  - Prezydent – Avul Pakir Jainulabdeen Abdul Kalam, Prezydenci Indii (2002–2007)
  - Premier – Manmohan Singh, Premierzy Indii (2004–2014)

- Indonezja
  - Prezydent – Susilo Bambang Yudhoyono, prezydenci Indonezji (2004–2014)

- Irak
  - Prezydent –
    1. Saddam Husajn, Prezydenci Iraku (1979–2003)

  - Premier –
    1. Saddam Husajn, Premierzy Iraku (1994–2003)

- Iran
  - Najwyższy przywódca – Ali Chamenei, Najwyżsi przywódcy Iranu (od 1989)
  - Prezydent –
    1. Mohammad Chatami, Prezydenci Iranu (1997–2005)

- Izrael
  - Prezydent – Mosze Kacaw, Prezydent Izraela (2000–2007)
  - Premier – Ariel Szaron, Premierzy Izraela (2001–2006)
  -  Palestyna (państwo nieuznawane)
    - Prezydent –
      1. Rauhi Fattuh, P.o. prezydenta Autonomii Palestyńskiej (2004–2005)
      2. Mahmud Abbas, Prezydenci Autonomii Palestyńskiej (od 2005)

    - Premier –
      1. Ahmad Kuraj, Premierzy Autonomii Palestyńskiej (2003–2005)
      2. Nabil Sza’as, P.o. premiera Autonomii Palestyńskiej (2005)
      3. Ahmad Kuraj, Premierzy Autonomii Palestyńskiej (2005–2006)

- Japonia
  - Cesarz – Akihito, Cesarze Japonii (1989–2019)
  - Premier – Jun’ichirō Koizumi, Premierzy Japonii (2001–2006)

- Jemen
  - Prezydent – Ali Abd Allah Salih, Prezydenci Jemenu (1978–2012)
  - Premier – Abd al-Kadir Badżammal, Premierzy Jemenu (2001–2007)

- Jordania
  - Król – Abdullah II, Królowie Jordanii (od 1999)
  - Premier –
    1. Fajsal al-Fajiz, Premierzy Jordanii (2003–2005)
    2. Adnan Badran, Premierzy Jordanii (2005)
    3. Maruf al-Bachit, Premierzy Jordanii (2005–2007)

- Kambodża
  - Król – Norodom Sihamoni, Władcy Kambodży (od 2004)
  - Premier – Hun Sen, Premierzy Kambodży (1985–2023)

- Katar
  - Emir – Hamad ibn Chalifa Al Sani, Emirowie Kataru (1995–2013)
  - Premier – Abd Allah ibn Chalifa Al Sani, Premierzy Kataru (1996–2007)

- Kazachstan
  - Prezydent – Nursułtan Nazarbajew, Prezydenci Kazachstanu (1990–2019)
  - Premier – Daniał Achmetow, Premierzy Kazachstanu (2003–2007)

- Kirgistan
  - Prezydent –
    1. Askar Akajew, Prezydenci Kirgistanu (1991–2005)
    2. Iszenbaj Kadyrbekow, P.o. prezydenta Kirgistanu (2005)
    3. Kurmanbek Bakijew, Prezydenci Kirgistanu (2005–2010)

  - Premier –
    1. Nikołaj Tanajew, Premierzy Kirgistanu (2002–2005)
    2. Kurmanbek Bakijew, Premierzy Kirgistanu (2005)
    3. Medetbek Kerimkułow, P.o. premiera Kirgistanu (2005)
    4. Feliks Kułow, Premierzy Kirgistanu (2005–2007)

- Korea Południowa
  - Prezydent – Roh Moo-hyun, Prezydenci Korei Południowej (2003–2008)
  - Premier – Lee Hae-chan, Premierzy Korei Południowej (2004–2006)

- Korea Północna
  - Szef partii komunistycznej – Kim Dzong Il, Sekretarz Generalny Partii Pracy Korei (1997–2011)
  - Głowa państwa – Kim Yong Nam, Przewodniczący Prezydium Najwyższego Zgromadzenia Ludowego KRLD (1998–2019)
  - Premier – Pak Pong Ju, Premierzy Korei Północnej (2003–2007)

- Kuwejt
  - Emir – Dżabir III al-Ahmad al-Dżabir as-Sabah, Emirowie Kuwejtu (1977–2006)
  - Premier – Sabah al-Ahmad al-Dżabir as-Sabah, Premierzy Kuwejtu (2003–2006)

- Laos
  - Szef partii komunistycznej – Khamtai Siphandon, Sekretarze Generalni Laotańskiej Partii Ludowo-Rewolucyjnej (1992–2006)
  - Prezydent – Khamtai Siphandon, Prezydenci Laosu (1998–2006)
  - Premier – Boungnang Vorachith, Premierzy Laosu (2001–2006)

- Liban
  - Prezydent – Émile Lahoud, Prezydenci Libanu (1998–2007)
  - Premier –
    1. Umar Karami, Premierzy Libanu (2004–2005)
    2. Nadżib Mikati, Premierzy Libanu (2005)
    3. Fouad Siniora, Premierzy Libanu (2005–2009)

- Malediwy
  - Prezydent – Maumun ̓Abdul Gajum, Prezydenci Malediwów (1978–2008)

- Malezja
  - Monarcha – Tuanku Syed Sirajuddin, Yang di-Pertuan Agong Malezji (2001–2006)
  - Premier – Abdullah Ahmad Badawi, Premierzy Malezji (2003–2009)

- Mjanma
  - Głowa państwa – Than Shwe, Przewodniczący Rady Pokoju i Rozwoju Birmy (1992–2011)

- Mongolia
  - Prezydent –
    1. Nacagijn Bagabandi, Prezydenci Mongolii (1997–2005)
    2. Nambaryn Enchbajar, Prezydenci Mongolii (2005–2009)

  - Premier – Cachiagijn Elbegdordż, Premierzy Mongolii (2004–2006)

- Nepal
  - Król – 
    1. Birendra Bir Bikram Shah Dev, Królowie Nepalu (1972–2001)
    2. Dipendra Bir Bikram Shah Dev, Królowie Nepalu (2001)
    3. Gyanendra Bir Bikram Shah Dev, Królowie Nepalu (2001–2008)

  - Regent – Gyanendra Bir Bikram Shah Dev (2001)
  - Premier –
    1. Girija Prasad Koirala, Premierzy Nepalu (2000–2001)
    2. Sher Bahadur Deuba, Premierzy Nepalu (2001–2002)

- Oman
  - Sułtan – Kabus ibn Sa’id, Sułtani Omanu (1970–2020)

- Pakistan
  - Prezydent – Pervez Musharraf, Prezydenci Pakistanu (2001–2008)
  - Premier – Shaukat Aziz, Premierzy Pakistanu (2004–2007)

- Singapur
  - Prezydent – S.R. Nathan, Prezydenci Singapuru (1999–2011)
  - Premier – Lee Hsien Loong, Premierzy Singapuru (od 2004)

- Sri Lanka
  - Prezydent –
    1. Chandrika Kumaratunga, Prezydenci Sri Lanki (1994–2005)
    2. Mahinda Rajapaksa, Prezydenci Sri Lanki (2005–2015)

  - Premier –
    1. Mahinda Rajapaksa, Premierzy Sri Lanki (2004–2005)
    2. Ratnasiri Wickremanayake, Premierzy Sri Lanki (2005–2010)

- Syria
  - Prezydent – Baszszar al-Asad, Prezydenci Syrii (od 2000)
  - Premier – Muhammad Nadżi al-Utri, Premierzy Syrii (2003–2011)

- Tadżykistan
  - Prezydent – Emomali Rahmon, Prezydenci Tadżykistanu (od 1992)
  - Premier – Okil Okilow, Premierzy Tadżykistanu (1999–2013)

- Tajlandia
  - Król – Bhumibol Adulyadej, Władcy Tajlandii (1946–2016)
  - Premier – Thaksin Shinawatra, Premierzy Tajlandii (2001–2006)

- Tajwan (państwo częściowo uznawane)
  - Prezydent – Chen Shui-bian, Prezydenci Republiki Chińskiej (2000–2008)
  - Premier –
    1. Yu Shyi-kun, Premierzy Republiki Chińskiej (2002–2005)
    2. Frank Hsieh, Premierzy Republiki Chińskiej (2005–2006)

- Timor Wschodni (pod administracją ONZ)
  - Sérgio Vieira de Mello, Administratorzy Narodów Zjednoczonych dla Timoru Wschodniego (1999–2002)
  - Premier – Marí Alkatiri, Premierzy Timoru Wschodniego (2001–2006)

- Turcja
  - Prezydent – Ahmet Necdet Sezer, prezydenci Turcji (2000–2007)
  - Premier – Recep Tayyip Erdoğan, Premierzy Turcji (2003–2014)

- Turkmenistan
  - Prezydent – Saparmyrat Nyýazow, Prezydenci Turkmenistanu (1991–2006)

- Uzbekistan
  - Prezydent – Islom Karimov, Prezydenci Uzbekistanu (1990–2016)
  - Premier – Shavkat Mirziyoyev, Premierzy Uzbekistanu (2003–2016)

- Wietnam
  - Szef partii komunistycznej – Nông Đức Mạnh, Sekretarze Generalni Komunistycznej Partii Wietnamu (2001–2011)
  - Prezydent – Trần Đức Lương, Prezydenci Wietnamu (1997–2006)
  - Premier – Phan Văn Khải, Premierzy Wietnamu (1997–2006)

- Zjednoczone Emiraty Arabskie
  - Prezydent – Chalifa ibn Zajid Al Nahajjan, Prezydenci Zjednoczonych Emiratów Arabskich (od 2004)
  - Premier – Maktum ibn Raszid Al Maktum, Premierzy Zjednoczonych Emiratów Arabskich (1990–2006)

## Europa
- Albania
  - Prezydent – Alfred Moisiu, Prezydenci Albanii (2002–2007)
  - Premier –
    1. Fatos Nano, Premierzy Albanii (2002–2005)
    2. Sali Berisha, Premierzy Albanii (2005–2013)

- Andora
  - Monarchowie
    - Współksiążę francuski – Jacques Chirac, Współksiążę francuski Andory (1995–2007)
      - Przedstawiciel – Philippe Massoni (2002–2007)

    - Współksiążę episkopalny – Joan Enric Vives Sicília, Współksiążę episkopalny Andory (od 2003)
      - Przedstawiciel – Nemesi Marqués Oste (1993–2012)

  - Premier –
    1. Marc Forné Molné, Premierzy Andory (1994–2005)
    2. Albert Pintat Santolària, Premierzy Andory (2005–2009)

- Austria
  - Prezydent – Heinz Fischer, Prezydenci Austrii (2004–2016)
  - Kanclerz – Wolfgang Schüssel, Kanclerze Austrii (2000–2007)

- Belgia
  - Król – Albert II, Królowie Belgów (1993–2013)
  - Premier – Guy Verhofstadt, Premierzy Belgii (1999–2008)

- Białoruś
  - Prezydent – Alaksandr Łukaszenka, Prezydenci Białorusi (od 1994)
  - Premier – Siarhiej Sidorski, Premierzy Białorusi (2003–2010)

- Bośnia i Hercegowina
  - Głowa państwa – Prezydium Republiki Bośni i Hercegowiny
    - przedstawiciel Serbów – Borislav Paravac (2003–2006) Przewodniczący Prezydium Bośni i Hercegowiny (2004–2005)
    - przedstawiciel Chorwatów –
      1. Dragan Čović (2002–2005)
      2. Ivo Miro Jović (2005–2006) Przewodniczący Prezydium Bośni i Hercegowiny (2005–2006)

    - przedstawiciel Boszniaków – Sulejman Tihić (2002–2006)

  - Premier – Adnan Terzić, Premierzy Bośni i Hercegowiny (2002–2007)
  - Wysoki Przedstawiciel – Paddy Ashdown, Wysoki przedstawiciel dla Bośni i Hercegowiny (2002–2006)

- Bułgaria
  - Prezydent – Georgi Pyrwanow, Prezydenci Bułgarii (2002–2012)
  - Premier –
    1. Symeon Sakskoburggotski, Premierzy Bułgarii (2001–2005)
    2. Sergej Staniszew, Premierzy Bułgarii (2005–2009)

- Chorwacja
  - Prezydent – Stjepan Mesić, Prezydenci Chorwacji (2000–2010)
  - Premier – Ivo Sanader, Premierzy Chorwacji (2003–2009)

- Czarnogóra
  - Prezydent – Filip Vujanović, Prezydenci Czarnogóry (od 2003)
  - Premier – Milo Đukanović, Premierzy Czarnogóry (2003–2006)

- Czechy
  - Prezydent – Václav Klaus, Prezydenci Czech (2003–2013)
  - Premier –
    1. Stanislav Gross, Premierzy Czech (2004–2005)
    2. Jiří Paroubek, Premierzy Czech (2005–2006)

- Dania
  - Król – Małgorzata II, Władcy Danii (1972–2024)
  - Premier – Anders Fogh Rasmussen, Premierzy Danii (2001–2009)
  -  Wyspy Owcze (Autonomiczne terytorium Królestwa Danii)
    - Królewski administrator –
      1. Birgit Kleis, Królewscy administratorzy Wysp Owczych (2001–2005)
      2. Søren Christensen, Królewscy administratorzy Wysp Owczych (2005–2008)

    - Premier – Jóannes Eidesgaard, Premierzy Wysp Owczych (2004–2008)

- Estonia
  - Prezydent – Arnold Rüütel, Prezydenci Estonii (2001–2006)
  - Premier –
    1. Juhan Parts, Premierzy Estonii (2003–2005)
    2. Andrus Ansip, Premierzy Estonii (2005–2014)

- Finlandia
  - Prezydent – Tarja Halonen, Prezydenci Finlandii (2000–2012)
  - Premier – Matti Vanhanen, Premierzy Finlandii (2003–2010)

- Francja
  - Prezydent – Jacques Chirac, prezydenci Francji (1995–2007)
  - Premier –
    1. Jean-Pierre Raffarin, Premierzy Francji (2002–2005)
    2. Dominique de Villepin, Premierzy Francji (2005–2007)

- Grecja
  - Prezydent –
    1. Konstandinos Stefanopulos, Prezydenci Grecji (1995–2005)
    2. Karolos Papulias, Prezydenci Grecji (2005–2015)

  - Premier – Kostas Karamanlis, Premierzy Grecji (2004–2009)

- Hiszpania
  - Król – Jan Karol I, Władcy Hiszpanii (1975–2014)
  - Premier – José Luis Rodríguez Zapatero, Premierzy Hiszpanii (2004–2011)

- Holandia
  - Król – Beatrycze, Władcy Holandii (1980–2013)
  - Premier – Jan Peter Balkenende, Premierzy Holandii (2002–2010)

- Irlandia
  - Prezydent – Mary McAleese, Prezydenci Irlandii (1997–2011)
  - Premier – Bertie Ahern, Premierzy Irlandii (1997–2008)

- Islandia
  - Prezydent – Ólafur Ragnar Grímsson, Prezydenci Islandii (1996–2016)
  - Premier – Halldór Ásgrímsson, Premierzy Islandii (2004–2006)

- Liechtenstein
  - Książę – Jan Adam II, Książęta Liechtensteinu (od 1989)
  - Regent – Alojzy (od 2004)
  - Premier – Otmar Hasler, Premierzy Liechtensteinu (2001–2009)

- Litwa
  - Prezydent – Valdas Adamkus, Prezydenci Litwy (2004–2009)
  - Premier – Algirdas Brazauskas, Premierzy Litwy (2001–2006)

- Luksemburg
  - Wielki książę – Henryk, Wielcy książęta Luksemburga (od 2000)
  - Premier – Jean-Claude Juncker, Premierzy Luksemburga (1995–2013)

- Łotwa
  - Prezydent – Vaira Vīķe-Freiberga, Prezydenci Łotwy (1999–2007)
  - Premier – Aigars Kalvītis, Premierzy Łotwy (2004–2007)

- Macedonia
  - Prezydent – Branko Crwenkowski, Prezydenci Macedonii (2004–2009)
  - Premier – Włado Buczkowski, Premierzy Macedonii (2004–2006)

- Malta
  - Prezydent – Edward Fenech Adami, Prezydenci Malty (2004–2009)
  - Premier – Lawrence Gonzi, Premierzy Malty (2004–2013)

- Mołdawia
  - Prezydent – Vladimir Voronin, Prezydenci Mołdawii (2001–2009)
  - Premier – Vasile Tarlev, Premierzy Mołdawii (2001–2008)
  -  Naddniestrze (państwo nieuznawane)
    - Prezydent – Igor Smirnow, Prezydenci Naddniestrza (1991–2011)

- Monako
  - Książę –
    1. Rainier III, Władcy Monako (1949-2005)
    2. Albert II, Władcy Monako (od 2005)

  - Minister stanu –
    1. Patrick Leclercq, Ministrowie stanu Monako (2000−2005)
    2. Jean-Paul Proust, Ministrowie stanu Monako (2005–2010)

- Niemcy
  - Prezydent – Horst Köhler, prezydenci Niemiec (2004–2010)
  - Kanclerz –
    1. Gerhard Schröder, Kanclerze Niemiec (1998-2005)
    2. Angela Merkel, Kanclerze Niemiec (od 2005)

- Norwegia
  - Król – Harald V, Władcy Norwegii (od 1991)
  - Premier –
    1. Kjell Magne Bondevik, Premierzy Norwegii (2001–2005)
    2. Jens Stoltenberg, Premierzy Norwegii (2005–2013)

- Polska
  - Prezydent –
    1. Aleksander Kwaśniewski, prezydenci Polski (1995–2005)
    2. Lech Kaczyński, prezydenci Polski (2005–2010)

  - Premier –
    1. Marek Belka, Premierzy Polski (2004–2005)
    2. Kazimierz Marcinkiewicz, Premierzy Polski (2005–2006)

- Portugalia
  - Prezydent – Jorge Sampaio, prezydenci Portugalii (1996–2006)
  - Premier –
    1. Pedro Santana Lopes, Premierzy Portugalii (2004–2005)
    2. José Sócrates, Premierzy Portugalii (2005–2011)

- Rosja
  - Prezydent – Władimir Putin, Prezydenci Rosji (1999–2008)
  - Premier – Michaił Fradkow, Premierzy Rosji (2004–2007)

- Rumunia
  - Prezydent – Traian Băsescu, Prezydenci Rumunii (2004–2014)
  - Premier – Călin Popescu-Tăriceanu, Premierzy Rumunii (2004–2008)

- San Marino
  - Kapitanowie regenci –
    1. Giuseppe Arzilli i Roberto Raschi, Kapitanowie regenci San Marino (2004–2005)
    2. Fausta Morganti i Cesare Gasperoni, Kapitanowie regenci San Marino (2005)
    3. Claudio Muccioli i Antonello Bacciocchi, Kapitanowie regenci San Marino (2005–2006)

  - Szef rządu – Fabio Berardi, Sekretarze Stanu do spraw Politycznych i Zagranicznych San Marino (2003–2006)

- Serbia
  - Prezydent – Boris Tadić, Prezydenci Serbii (2004–2012)
  - Premier – Vojislav Koštunica, Premierzy Serbii (2004–2008)
  - Kosowo (część Serbii pod międzynarodową okupacją i administracją ONZ)
    - Prezydent – Ibrahim Rugova, Prezydenci Kosowa (2002–2006)
    - Premier –

    1. Ramush Haradinaj, Premierzy Kosowa (2004–2005)
    2. Adem Salihaj, P.o. premiera Kosowa (2005)
    3. Bajram Kosumi, Premierzy Kosowa (2005–2006)

    - Specjalny Przedstawiciel – Søren Jessen-Petersen, Specjalni Przedstawiciele Sekretarza Generalnego ONZ w Kosowie (2004–2006)

- Słowacja
  - Prezydent – Ivan Gašparovič, Prezydenci Słowacji (2004–2014)
  - Premier – Mikuláš Dzurinda, Premierzy Słowacji (1998–2006)

- Słowenia
  - Prezydent – Janez Drnovšek, Prezydenci Słowenii (2002–2007)
  - Premier – Janez Janša, Premierzy Słowenii (2004–2008)

- Szwajcaria
  - Rada Związkowa: Joseph Deiss (1999–2006), Moritz Leuenberger (1995–2010), Micheline Calmy-Rey (2002–2011), Hans-Rudolf Merz (2003–2010), Pascal Couchepin (1998–2009), Samuel Schmid (2000–2008, prezydent), Christoph Blocher (2003–2007)

- Szwecja
  - Król – Karol XVI Gustaw, Władcy Szwecji (od 1973)
  - Premier – Göran Persson, Premierzy Szwecji (1996–2006)

- Ukraina
  - Prezydent –
    1. Leonid Kuczma, prezydenci Ukrainy (1994–2005)
    2. Wiktor Juszczenko, prezydenci Ukrainy (2005–2010)

  - Premier –
    1. Wiktor Janukowycz, Premierzy Ukrainy (2004–2005)
    2. Mykoła Azarow, P.o. premiera Ukrainy (2005)
    3. Julia Tymoszenko, Premierzy Ukrainy (2005)
    4. Jurij Jechanurow, Premierzy Ukrainy (2005–2006)

- Unia Europejska
  - Prezydencja Rady Unii Europejskiej –
    1. Luksemburg (I – VI 2005)
    2. Wielka Brytania (VII – XII 2005)

  - Przewodniczący Komisji Europejskiej – José Manuel Durão Barroso (2004–2014)
  - Przewodniczący Parlamentu Europejskiego – Josep Borrell (2004–2007)
  - Wysoki przedstawiciel Unii do spraw zagranicznych i polityki bezpieczeństwa – Javier Solana (1999–2009)

- Watykan
  - Papież –
    1. Jan Paweł II, Suwerenny Władca Państwa Watykańskiego (1978–2005)
    2. Benedykt XVI, Suwerenny Władca Państwa Watykańskiego (2005–2013)

  - Prezydent Gubernatoratu – Edmund Szoka, Prezydenci Papieskiej Komisji Państwa Watykańskiego (1997–2006)
  - Stolica Apostolska
    - Sekretarz stanu – Angelo Sodano, Sekretarze stanu Stolicy Apostolskiej (1991–2006)

- Węgry
  - Prezydent –
    1. Ferenc Mádl, Prezydent Węgier (2000–2005)
    2. László Sólyom, Prezydent Węgier (2005–2010)

  - Premier – Ferenc Gyurcsány, Premierzy Węgier (2004–2009)

- Wielka Brytania
  - Król – Elżbieta II, Władcy brytyjscy (1952–2022)
  - Premier – Tony Blair, Premierzy Wielkiej Brytanii (1997–2007)
  -  Wyspa Man (Dependencja korony brytyjskiej)
    - Gubernator porucznik –
      1. Ian Macfadyen, Gubernatorzy porucznicy Wyspy Man (2000–2005)
      2. Michael Kerruish, P.o. gubernatora porucznika Wyspy Man (2005)
      3. Paul Haddacks, Gubernatorzy porucznicy Wyspy Man (2005–2011)

    - Szef ministrów – Donald Gelling, Premierzy Wyspy Man (2004–2006)

  -  Guernsey (Dependencja korony brytyjskiej)
    - Gubernator porucznik –
      1. John Paul Foley, Gubernatorzy porucznicy Guernsey (2000–2005)
      2. Fabian Malbon, Gubernatorzy porucznicy Guernsey (2005–2011)

    - Baliw –
      1. de Vic Carey, Baliwowie Guernsey (1999–2005)
      2. Geoffrey Rowland, Baliwowie Guernsey (2005–2012)

    - Szef ministrów – Laurie Morgan, Szefowie ministrów Guernsey (2004–2007)

  -  Jersey (Dependencja korony brytyjskiej)
    - Gubernator porucznik – John Cheshire, Gubernatorzy porucznicy Jersey (2001–2006)
    - Baliw – Philip Bailhache, Baliwowie Jersey (1995–2009)
    - Szef ministrów – Frank Walker, Szefowie ministrów Jersey (2005 – 2008) od 5 grudnia

  -  Gibraltar (terytorium zamorskie Wielkiej Brytanii)
    - Gubernator – Francis Richards, Gubernatorzy Gibraltaru (2003–2006)
    - Szef ministrów – Peter Caruana, Szefowie ministrów Gibraltaru (1996–2011)

- Włochy
  - Prezydent – Carlo Azeglio Ciampi, Prezydenci Włoch (1999–2006)
  - Premier – Silvio Berlusconi, Premierzy Włoch (2001–2006)

## Ameryka Północna
- Anguilla (terytorium zamorskie Wielkiej Brytanii)
  - Gubernator – Alan Huckle, Gubernatorzy Anguilli (2004–2006)
  - Szef ministrów – Osbourne Fleming, Szefowie ministrów Anguilli (2000–2010)

- Antigua i Barbuda
  - Król – Elżbieta II, Królowie Antigui i Barbudy (1981–2022)
  - Gubernator generalny – James Carlisle, Gubernatorzy generalni Antigui i Barbudy (1993–2007)
  - Premier – Baldwin Spencer, Premierzy Antigui i Barbudy (2004–2014)

- Antyle Holenderskie (samorządny kraj członkowski Królestwa Niderlandów)
  - Gubernator – Frits Goedgedrag, Gubernatorzy Antyli Holenderskich (2002–2010)
  - Premier – Etienne Ys, Premierzy Antyli Holenderskich (2004–2006)

- Aruba (samorządny kraj członkowski Królestwa Niderlandów)
  - Gubernator – Fredis Refunjol, Gubernatorzy Aruby (2004–2016)
  - Premier – Nelson Orlando Oduber, Premierzy Aruby (2001–2009)

- Bahamy
  - Król – Elżbieta II, Królowie Bahamów (1973–2022)
  - Gubernator generalny –
    1. Ivy Dumont, Gubernatorzy generalni Bahamów (2001–2005)
    2. Paul Adderley, P.o. gubernatora generalnego Bahamów (2005–2006)

  - Premier – Perry Christie, Premierzy Bahamów (2002–2007)

- Barbados
  - Król – Elżbieta II, Królowie Barbadosu (1966–2021)
  - Gubernator generalny – Clifford Husbands, Gubernatorzy generalni Barbadosu (1996–2011)
  - Premier – Owen Arthur, Premierzy Barbadosu (1994–2008)

- Belize
  - Król – Elżbieta II, Królowie Belize (1981–2022)
  - Gubernator generalny – Colville Young, Gubernatorzy generalni Belize (1993–2021)
  - Premier – Said Musa, Premierzy Belize (1998–2008)

- Bermudy (terytorium zamorskie Wielkiej Brytanii)
  - Gubernator – John Vereker, Gubernatorzy Bermudów (2002–2007)
  - Premier – William Alexander Scott, Premierzy Bermudów (2003–2006)

- Brytyjskie Wyspy Dziewicze (terytorium zamorskie Wielkiej Brytanii)
  - Gubernator – Tom Macan, Gubernatorzy Brytyjskich Wysp Dziewiczych (2002–2006)
  - Szef ministrów – Orlando Smith, Szefowie ministrów Brytyjskich Wysp Dziewiczych (2003–2007)

- Dominika
  - Prezydent – Nicholas Liverpool, Prezydenci Dominiki (2003–2012)
  - Premier – Roosevelt Skerrit, Premierzy Dominiki (od 2004)

- Dominikana
  - Prezydent – Leonel Fernández, Prezydenci Dominikany (2004–2012)

- Grenada
  - Król – Elżbieta II, Królowie Grenady (1974–2022)
  - Gubernator generalny – Daniel Williams, Gubernatorzy generalni Grenady (1996–2008)
  - Premier – Keith Mitchell, Premierzy Grenady (1995–2008)

- Grenlandia (autonomiczne terytorium Królestwa Danii)
  - Wysoki komisarz –
    1. Peter Lauritzen, Wysocy komisarze Grenlandii (2002–2005)
    2. Søren Hald Møller, Wysocy komisarze Grenlandii (2005–2011)

  - Premier – Hans Enoksen, Premierzy Grenlandii (2002–2009)

- Gwadelupa (departament zamorski Francji)
  - Prefekt – Paul Girot de Langlade, Prefekci Gwadelupy (2004–2006)
  - Przewodniczący Rady Generalnej – Jacques Gillot, Przewodniczący Rady Generalnej Gwadelupy (2001–2015)
  - Przewodniczący Rady Regionalnej – Victorin Lurel, Przewodniczący Rady Regionalnej Gwadelupy (2004–2012)

- Gwatemala
  - Prezydent – Óscar Berger Perdomo, Prezydenci Gwatemali (2004–2008)

- Haiti
  - Prezydent – Boniface Alexandre, tymczasowy prezydent Haiti (2004–2006)
  - Premier – Gérard Latortue, Premierzy Haiti (2004–2006)

- Honduras
  - Prezydent – Ricardo Maduro, Prezydenci Hondurasu (2002–2006)

- Jamajka
  - Król – Elżbieta II, Królowie Jamajki (1962–2022)
  - Gubernator generalny – Howard Cooke, Gubernatorzy generalni Jamajki (1991–2006)
  - Premier – Percival James Patterson, Premierzy Jamajki (1992–2006)

- Kanada
  - Król – Elżbieta II, Królowie Kanady (1952–2022)
  - Gubernator generalny –
    1. Adrienne Clarkson, Gubernatorzy generalni Kanady (1999–2005)
    2. Michaëlle Jean, Gubernatorzy generalni Kanady (2005–2010)

  - Premier – Paul Martin, Premierzy Kanady (2003–2006)

- Kajmany (terytorium zamorskie Wielkiej Brytanii)
  - Gubernator –
    1. Bruce Dinwiddy, Gubernatorzy Kajmanów (2002–2005)
    2. George A. McCarthy, P.o. gubernatora Kajmanów (2005)
    3. Stuart Jack, Gubernatorzy Kajmanów (2005–2009)

  - Szef rządu –
    1. McKeeva Bush, Szefowie rządu Kajmanów (2001–2005)
    2. Kurt Tibbetts, Szefowie rządu Kajmanów (2005–2009)

- Kostaryka
  - Prezydent – Abel Pacheco, Prezydenci Kostaryki (2002–2006)

- Kuba
  - Szef partii komunistycznej – Fidel Castro, Pierwszy sekretarz Komunistycznej Partii Kuby (1965–2011)
  - Przewodniczący Rady Państwa – Fidel Castro, Przewodniczący Rady Państwa Republiki Kuby (1976–2008)
  - Premier – Fidel Castro, Premierzy Kuby (1959–2008)

- Martynika (departament zamorski Francji)
  - Prefekt – Yves Dassonville, Prefekci Martyniki (2004–2007)
  - Przewodniczący Rady Generalnej – Claude Lise, Przewodniczący Rady Generalnej Martyniki (1992–2011)
  - Przewodniczący Rady Regionalnej – Alfred Marie-Jeanne, Przewodniczący Rady Regionalnej Martyniki (1998–2010)

- Meksyk
  - Prezydent – Vicente Fox Quesada, Prezydenci Meksyku (2000–2006)

- Montserrat (terytorium zamorskie Wielkiej Brytanii)
  - Gubernator – Deborah Barnes-Jones, Gubernatorzy Montserratu (2004–2007)
  - Szef ministrów – John Osborne, Szefowie ministrów Montserratu (2001–2006)

- Nikaragua
  - Prezydent – Enrique Bolaños, Prezydenci Nikaragui (2002–2007)

- Panama
  - Prezydent – Martín Torrijos, Prezydenci Panamy (2004–2009)

- Saint Kitts i Nevis
  - Król – Elżbieta II, Królowie Saint Kitts i Nevis (1983–2022)
  - Gubernator generalny – Cuthbert Sebastian, Gubernatorzy generalni Saint Kitts i Nevis (1996–2013)
  - Premier – Denzil Douglas, Premierzy Saint Kitts i Nevis (1995–2015)

- Saint Lucia
  - Król – Elżbieta II, Królowie Saint Lucia (1979–2022)
  - Gubernator generalny – Pearlette Louisy, Gubernatorzy generalni Saint Lucia (1997–2017)
  - Premier – Kenny Anthony, Premierzy Saint Lucia (1997–2006)

- Saint-Pierre i Miquelon (wspólnota zamorska Francji)
  - Prefekt –
    1. Claude Valleix, Prefekci Saint-Pierre i Miquelon (2002–2005)
    2. Albert Dupuy, Prefekci Saint-Pierre i Miquelon (2005–2006)

  - Przewodniczący Rady Generalnej –
    1. Marc Plantegenest, Prezydenci Rady Terytorialnej Saint-Pierre i Miquelon (2000–2005)
    2. Paul Jaccachury, p.o. przewodniczącego Rady Generalnej Saint-Pierre i Miquelon (2005–2006)

- Saint Vincent i Grenadyny
  - Król – Elżbieta II, Królowie Saint Vincent i Grenadyn (1979–2022)
  - Gubernator generalny – Frederick Ballantyne, Gubernatorzy generalni Saint Vincent i Grenadyn (2002–2019)
  - Premier – Ralph Gonsalves, Premierzy Saint Vincent i Grenadyn (od 2001)

- Salwador
  - Prezydent – Antonio Saca, Prezydenci Salwadoru (2004–2009)

- Stany Zjednoczone
  - Prezydent – George Walker Bush, Prezydenci Stanów Zjednoczonych (2001–2009)
  -  Portoryko (Terytorium zorganizowane o statusie wspólnoty Stanów Zjednoczonych Ameryki)
    - Gubernator –
      1. Sila M. Calderón, Gubernatorzy Portoryko (2001–2005)
      2. Aníbal Acevedo Vilá, Gubernatorzy Portoryko (2005–2009)

  -  Wyspy Dziewicze Stanów Zjednoczonych (Nieinkorporowane terytorium zorganizowane Stanów Zjednoczonych Ameryki)
    - Gubernator – Charles Wesley Turnbull, Gubernatorzy Wysp Dziewiczych Stanów Zjednoczonych (1999–2007)

- Trynidad i Tobago
  - Prezydent – George Maxwell Richards, Prezydenci Trynidadu i Tobago (2003–2013)
  - Premier – Patrick Manning, Premierzy Trynidadu i Tobago (2001–2010)

- Turks i Caicos (terytorium zamorskie Wielkiej Brytanii)
  - Gubernator –
    1. Jim Poston, Gubernatorzy Turks i Caicos (2002–2005)
    2. Mahala Wynns, P.o. gubernatora Turks i Caicos (2005)
    3. Richard Tauwhare, Gubernatorzy Turks i Caicos (2005–2008)

## Ameryka Południowa
- Argentyna
  - Prezydent – Néstor Kirchner, prezydenci Argentyny (2003–2007)

- Boliwia
  - Prezydent –
    1. Carlos Mesa Gisbert, Prezydenci Boliwii (2003–2005)
    2. Eduardo Rodríguez Veltzé, Prezydenci Boliwii (2005–2006)

- Brazylia
  - Prezydent – Luiz Inácio Lula da Silva, Prezydenci Brazylii (2003–2011)

- Chile
  - Prezydent – Ricardo Lagos, Prezydenci Chile (2000–2006)

- Ekwador
  - Prezydent –
    1. Lucio Gutiérrez, Prezydenci Ekwadoru (2003–2005)
    2. Alfredo Palacio, Prezydenci Ekwadoru (2005–2007)

- Falklandy (terytorium zamorskie Wielkiej Brytanii)
  - Gubernator – Howard John Stredder Pearce, Gubernatorzy Falklandów (2002–2006)
  - Szef Rady Wykonawczej – Chris John Simpkins, Szefowie Rady Wykonawczej Falklandów (2003–2007)

- Georgia Południowa i Sandwich Południowy (terytorium zamorskie Wielkiej Brytanii)
  - Komisarz – Howard John Stredder Pearce, Komisarze Georgii Południowej i Sandwicha Południowego (2002–2006)

- Gujana
  - Prezydent – Bharrat Jagdeo, Prezydenci Gujany (1999–2011)
  - Premier – Samuel Hinds, Premierzy Gujany (1999–2015)

- Gujana Francuska (departament zamorski Francji)
  - Prefekt – Ange Mancini, Prefekci Gujany Francuskiej (2002–2006)
  - Przewodniczący Rady Generalnej – Pierre Désert, Przewodniczący Rady Generalnej Gujany Francuskiej (2004–2008)
  - Przewodniczący Rady Regionalnej – Antoine Karam, Przewodniczący Rady Regionalnej Gujany Francuskiej (1992–2010)

- Kolumbia
  - Prezydent – Álvaro Uribe, prezydenci Kolumbii (2002–2010)

- Paragwaj
  - Prezydent – Nicanor Duarte Frutos, Prezydenci Paragwaju (2003–2008)

- Peru
  - Prezydent – Alejandro Toledo, prezydenci Peru (2001–2006)
  - Premier –
    1. Carlos Ferrero Costa, Premierzy Peru (2003–2005)
    2. Pedro Pablo Kuczynski, Premierzy Peru (2005–2006)

- Surinam
  - Prezydent – Ronald Venetiaan, Prezydenci Surinamu (2000–2010)

- Urugwaj
  - Prezydent –
    1. Jorge Batlle, Prezydenci Urugwaju (2000–2005)
    2. Tabaré Vázquez, Prezydenci Urugwaju (2005–2010)

- Wenezuela
  - Prezydent – Hugo Chávez, Prezydenci Wenezueli (2002–2013)

## Australia i Oceania
- Australia
  - Król – Elżbieta II, Królowie Australii (1952–2022)
  - Gubernator generalny – Michael Jeffery, Gubernatorzy generalni Australii (2003–2008)
  - Premier – John Howard, Premierzy Australii (1996–2007)
  -  Wyspa Bożego Narodzenia (terytorium zewnętrzne Australii)
    - Administrator – Evan John Williams, Administratorzy Wyspy Bożego Narodzenia (2003–2005) do 31 października
    - Przewodniczący Rady – Gordon Thomson, Przewodniczący Rady Wyspy Bożego Narodzenia (2003–2011)

  -  Wyspy Kokosowe (terytorium zewnętrzne Australii)
    - Administrator – Evan John Williams, Administratorzy Wysp Kokosowych (2003–2005) do 31 października
    - Przewodniczący Rady – Ronald „Ron” Grant, Przewodniczący Rady Wysp Kokosowych (2001–2007)

  -  Norfolk (terytorium zewnętrzne Australii)
    - Administrator – Grant Tambling, Administratorzy Norfolku (2003–2007)
    - Szef ministrów – Geoffrey Robert Gardner, Szefowie ministrów Norfolku (2001–2006)

- Fidżi
  - Prezydent – Josefa Iloilo, Prezydenci Fidżi (2000–2006)
  - Premier – Laisenia Qarase, Premierzy Fidżi (2001–2006)

- Guam (nieinkorporowane terytorium zorganizowane Stanów Zjednoczonych Ameryki)
  - Gubernator – Felix Perez Camacho, Gubernatorzy Guamu (2003–2011)

- Kiribati
  - Prezydent – Anote Tong, Prezydenci Kiribati (2003–2016)

- Mariany Północne (nieinkorporowane terytorium zorganizowane Stanów Zjednoczonych Ameryki)
  - Gubernator – Juan Babauta, Gubernatorzy Marianów Północnych (2002–2006)

- Mikronezja
  - Prezydent – Joseph Urusemal, Prezydenci Mikronezji (2003–2007)

- Nauru
  - Prezydent – Ludwig Scotty, Prezydenci Nauru (2004–2007)

- Nowa Kaledonia (wspólnota sui generis Francji)
  - Wysoki komisarz –
    1. Daniel Constantin, Wysocy Komisarze Nowej Kaledonii (2002–2005)
    2. Louis Le Franc, P.o. wysokiego komisarza Nowej Kaledonii (2005)
    3. Michel Mathieu, Wysocy Komisarze Nowej Kaledonii (2005–2007)

  - Przewodniczący rządu – Marie-Noëlle Thémereau, Przewodniczący rządu Nowej Kaledonii (2004–2007)

- Nowa Zelandia
  - Król – Elżbieta II, Królowie Nowej Zelandii (1952–2022)
  - Gubernator generalny – Silvia Cartwright, Gubernatorzy generalni Nowej Zelandii (2001–2006)
  - Premier – Helen Clark, Premierzy Nowej Zelandii (1999–2008)
  -  Wyspy Cooka (terytorium stowarzyszone Nowej Zelandii)
    - Wysoki Komisarz –
      1. Kurt Meyer, Wysocy Komisarze Wysp Cooka (2001–2005)
      2. John Bryan, Wysocy Komisarze Wysp Cooka (2005–2008)

    - Przedstawiciel Królowej – Frederick Tutu Goodwin, Przedstawiciele Królowej na Wyspach Cooka (2001–2013)
    - Premier – Jim Marurai, Premierzy Wysp Cooka (2004–2010)

  -  Niue (terytorium stowarzyszone Nowej Zelandii)
    - Wysoki Komisarz –
      1. Sandra Rose Te Hakamatua Lee-Vercoe, Wysocy Komisarze Niue (2003–2005)
      2. Kurt Meyer, P.o. wysokiego komisarza Niue (2005–2006)

    - Premier – Mititaiagimene Young Vivian, Premierzy Niue (2002–2008)

  -  Tokelau (terytorium zależne Nowej Zelandii)
    - Administrator – Neil Walter, Administratorzy Tokelau (2003–2006)
    - Szef rządu –
      1. Patuki Isaako, Szefowie rządu Tokelau (2004–2005)
      2. Pio Tuia, Szefowie rządu Tokelau (2005–2006)

- Palau
  - Prezydent – Tommy Remengesau, Prezydenci Palau (2001–2009)

- Papua-Nowa Gwinea
  - Król – Elżbieta II, Królowie Papui-Nowej Gwinei (1975–2022)
  - Gubernator generalny – Paulias Matane, Gubernatorzy generalni Papui-Nowej Gwinei (2004–2010)
  - Premier – Michael Somare, Premierzy Papui-Nowej Gwinei (2002–2011)

- Pitcairn (terytorium zamorskie Wielkiej Brytanii)
  - Gubernator – Richard Fell, Gubernatorzy Pitcairn (2001–2006)
  - Burmistrz – Jay Warren, Burmistrzowie Pitcairn (2005–2007)

- Polinezja Francuska (wspólnota zamorska Francji)
  - Wysoki Komisarz –
    1. Michel Mathieu, Wysocy komisarze Polinezji Francuskiej (2001–2005)
    2. Jacques Michaut, P.o. wysokiego komisarza Polinezji Francuskiej (2005)
    3. Anne Boquet, Wysocy komisarze Polinezji Francuskiej (2005–2008)

  - Prezydent –
    1. Gaston Flosse, Prezydenci Polinezji Francuskiej (2004–2005)
    2. Oscar Temaru, Prezydenci Polinezji Francuskiej (2005–2006)

- Samoa
  - Głowa państwa – Malietoa Tanumafili II, O le Ao o le Malo Samoa (1962–2007)
  - Premier – Tuila’epa Sailele Malielegaoi, Premierzy Samoa (od 1998)

- Samoa Amerykańskie (nieinkorporowane terytorium niezorganizowane Stanów Zjednoczonych Ameryki)
  - Gubernator – Togiola Tulafono, Gubernatorzy Samoa Amerykańskiego (2003–2013)

- Tonga
  - Król – Taufaʻahau Tupou IV, Królowie Tonga (1965–2006)
  - Premier – ʻAhoʻeitu ʻUnuakiʻotonga Tukuʻaho (2000–2006)

- Tuvalu
  - Król – Elżbieta II, Królowie Tuvalu (1978–2022)
  - Gubernator generalny –
    1. Faimalaga Luka, Gubernatorzy generalni Tuvalu (2003–2005)
    2. Filoimea Telito, Gubernatorzy generalni Tuvalu (2005–2010)

  - Premier – Maatia Toafa, Premierzy Tuvalu (2004–2006)

- Vanuatu
  - Prezydent – Kalkot Mataskelekele, Prezydenci Vanuatu (2004–2009)
  - Premier – Ham Lini, Premierzy Vanuatu (2004–2008)

- Wallis i Futuna (wspólnota zamorska Francji)
  - Administrator –
    1. Christian Job, Administratorzy Wallis i Futuny (2002–2005)
    2. Xavier de Furst, Administratorzy Wallis i Futuny (2005–2006)

  - Przewodniczący Zgromadzenia Terytorialnego – Emeni Simete, Przewodniczący Zgromadzenia Terytorialnego Wallis i Futuny (2005–2007)

- Wyspy Marshalla
  - Prezydent – Kessai Note, Prezydenci Wysp Marshalla (2000–2008)

- Wyspy Salomona
  - Król – Elżbieta II, Królowie Wysp Salomona (1978–2022)
  - Gubernator generalny – Nathaniel Waena, Gubernatorzy generalni Wysp Salomona (2004–2009)
  - Premier – Allan Kemakeza, Premierzy Wysp Salomona (2001–2006)